# I Can See Clearly Now
«I Can See Clearly Now» es una canción escrita y grabada originalmente por el cantante Johnny Nash y publicada como primer sencillo en su álbum homónio en junio de 1972. La canción se convirtió en un éxito en los Estados Unidos y en el Reino Unido, alcanzado la primera posición en la lista Billboard Hot 100 y la número cinco en la UK Singles Chart..
Los arreglos y el estilo de la canción están fuertemente entrelazados con influencias reggae, ya que Nash había colaborado anteriormente con Bob Marley y su enfoque se basó en gran medida en el estilo reggae de Marley.

## Lista de canciones
Sencillo 7"  (CBS S 8113)
1. "I Can See Clearly Now" – 2:44
2. "How Good It Is" – 2:38

## Posicionamiento en listas
| Lista (1972–1973)                                   | Máxima posición |
| --------------------------------------------------- | --------------- |
| Australia (Kent Music Report)                       | 3               |
| Austria (Hitradio Ö3)                               | 9               |
| Canadá (RPM Top Singles)                            | 1               |
| Canadá (RPM Adult Contemporary)                     | 6               |
| Estados Unidos (Billboard Hot 100)                  | 1               |
| Estados Unidos (Adult Contemporary)                 | 1               |
| Estados Unidos Bestselling Soul Singles (Billboard) | 38              |
| Irlanda (IRMA)                                      | 9               |
| Israel (IBA)                                        | 23              |
| Nueva Zelanda (Listener)                            | 5               |
| Reino Unido (UK Singles Chart)                      | 5               |
| Sudáfrica (Springbok)                               | 1               |

## Versión de Jimmy Cliff
Una exitosa y reconocida versión de "I Can See Clearly Now" fue interpretada por Jimmy Cliff en 1993 y utilizada en la banda sonora de la película Cool Runnings. Esta versión logró escalar hasta la posición número 18 en la lista de éxitos Billboard Hot 100.

### Posicionamiento en listas
| Lista (1993–1994)                      | Máxima posición |
| -------------------------------------- | --------------- |
| Alemania (Offizielle Deutsche Charts)  | 52              |
| Australia (ARIA)                       | 17              |
| Bélgica (Flandes) (Ultratop 50)        | 32              |
| Canadá (RPM Top Singles)               | 16              |
| Canadá (RPM Adult Contemporary)        | 26              |
| Canadá (RPM Dance/Urban)               | 9               |
| Escocia (Scottish Singles Sales Chart) | 26              |
| Estados Unidos (Billboard Hot 100)     | 18              |
| Estados Unidos (Adult Contemporary)    | 9               |
| Estados Unidos (Hot R&B/Hip-Hop Songs) | 98              |
| Estados Unidos (Mainstream Top 40)     | 7               |
| Estados Unidos (Cash Box Top 100)      | 14              |
| Europa (Eurochart Hot 100)             | 18              |
| Europa (European AC Radio)             | 11              |
| Europa (European Dance Radio)          | 18              |
| Francia (SNEP)                         | 1               |
| Nueva Zelanda (Recorded Music NZ)      | 1               |
| Países Bajos (Mega Single Top 100)     | 39              |
| Reino Unido (UK Singles Chart)         | 23              |

## Otras versiones
Otros artistas y bandas notables que han interpretado la canción son Richie Havens, Soul Asylum, The Mamas & the Papas, Liza Minnelli, Claude François, Willie Nelson, Procol Harum, Ray Charles y Dusty Springfield, entre otros.